# آي سان
آي سان مواليد 24 يناير 1982، هو لاعب كرة قدم بورمي. يلعب في مركز الدفاع.

## روابط خارجية
- آي سان على موقع قاعدة بيانات كرة القدم.إي يو (الإنجليزية)
- آي سان على موقع ناشيونال فوتبول تيمز (الإنجليزية)